# Glogova planina
Pour les articles homonymes, voir Glogova.
La Glogova planina (en serbe cyrillique : Глогова планина) est une montagne de l'est de la Bosnie-Herzégovine. Elle s'élève à une altitude de 711 m. Elle est située dans les Alpes dinariques.
La Glogova planina fait partie du groupe de montagnes de la Bosnie orientale.